# Edzendouan
Edzendouan est une commune du Cameroun située dans la région du Centre et le département de la Méfou-et-Afamba.

## Population
En 1965 on dénombrait 95 personnes dans le village d'Edzendouan, principalement des Mvele.
Lors du recensement de 2005, la commune comptait 4 436 habitants, dont 413 pour Edzendouan proprement dit.

## Organisation

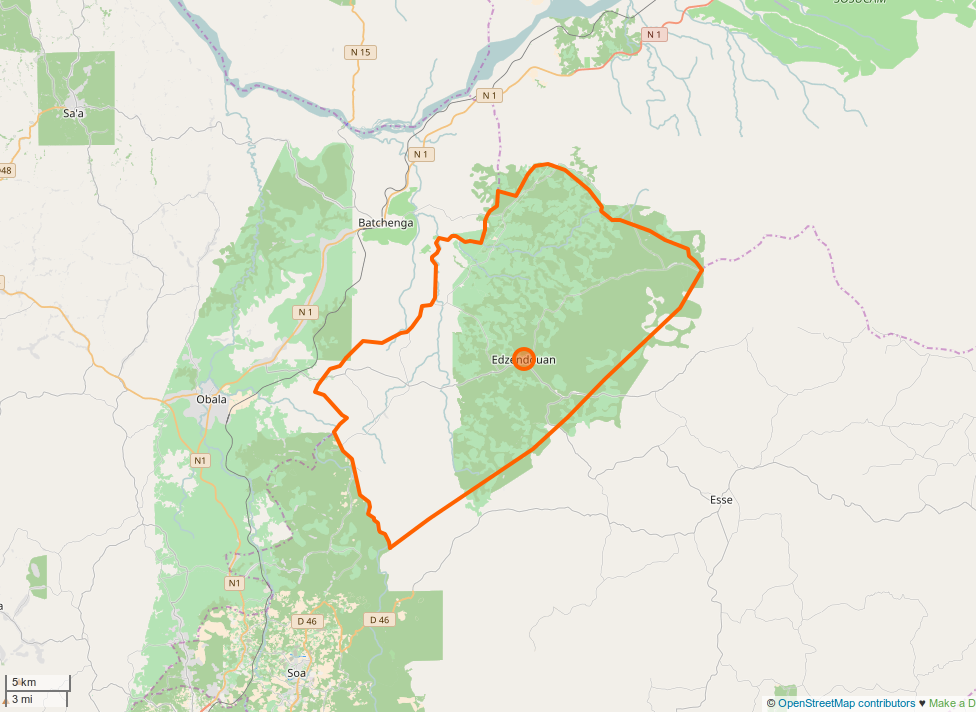

Outre Edzendouan, la commune comprend les villages suivants :
- Afan-Essele
- Afan-mvié I
- Akondok
- Mebengadzama
- Mvomdoumba
- Ndzana
- Nkoayos
- Minkomibe
- Ngomban
- Meka'a
- Akok
- Otong aloa
- Mindi-assi
- Ndjon-minkok
- Avo'o-assi
- Nkol-melen
- Afan-eboulou
- Nkol-ayanga
- Ndzana école
- Ndzana plateau
- Ndzana mission
- Bibong-assi
- Bivoulou-assi
- Nkol-ngok
- Ebol-nkok
- Afan-atebini
- Mvié-bekono
- Afan-mvié II

## Infrastructures
Edzendouan dispose d'un marché bimensuel et d'une école publique.